# Hajnalka
Hajnalka est un prénom hongrois féminin.

## Étymologie
Ce prénom est dérivé de hajnal (« aube », « aurore » → cf. Aurore en français), avec le suffixe diminutif -ka/-ke.

## Personnalités portant ce prénom
- Pour l'ensemble des articles sur les personnes portant ce prénom, consulter :
  - la liste des articles dont le titre commence par ce prénom
  - les listes produites par Wikidata : Liste des personnes de prénom « Hajnalka » — même liste en incluant les éventuels prénoms composés qui contiennent « Hajnalka ».